# Shoshana Bush
Shoshana Bush (Tiburon, 5 juli 1988) is een Amerikaans actrice.
Bush speelde haar eerste grote rol in de film Dance Flick (2009) als Megan White. Ze speelde ook een kleine rol in de film Fired Up (2009) en bijrolletjes in televisieseries.

## Filmografie
- 2005: CSI: Miami (televisieserie)
- 2007: Palo Alto
- 2007: Moonlight (televisieserie)
- 2008: Lie to Me (televisieserie)
- 2009: Ghost Whisperer (televisieserie)
- 2009: Fired Up
- 2009: Dance Flick

- Biblioteca Nacional de España: XX4930539
- International Standard Name Identifier: 0000 0001 1703 4950
- Library of Congress Control Number: no2010128183
- MusicBrainz: 779fe2a8-bebe-42b0-9b19-a554aa404de5
- Virtual International Authority File: 143489715
- WorldCat: E39PBJvd7fYMWwhyhyGHXWYkjC